# Bot (dier)
De bot (Platichthys flesus) is een platvis die in de wateren van de Lage Landen inheems is.
De bot is nauw verwant aan de schol, met het uiterlijke verschil dat er nauwelijks duidelijke vlekken op de (donkere) bovenzijde van de vis te zien zijn en door de rij knobbeltjes op de zijlijn. De bot heeft ook een dikker lichaam dan de schol en het vlees is fijner van structuur. De bot is bij een lengte van 25 tot 30 centimeter geslachtsrijp, wordt meestal niet groter dan 50 centimeter, maar kan een lengte van 60 cm bereiken en een gewicht van 2,9 kg.

## Voorkomen en trends
De bot komt voor in zout-, brak- maar ook in zoet water; hij wordt in de Rijn tot in Bazel gevangen. De bot is een algemene vissoort aan de kusten van de Lage Landen, vooral in de Zeeuwse en Zuid-Hollandse stromen. Voor de uitvoering van het Deltaplan trok de vis ongestoord de rivieren op. Ook na de afsluitingen wordt de bot nog regelmatig gevangen, sinds begin jaren 1990 zelfs weer in de Maas.

Het voorkomen van de bot wordt door de stichting ANEMOON met behulp van waarnemingen door sportduikers in de Oosterschelde en het Grevelingenmeer sinds 1994 gemonitord.
Het voedsel van de bot bestaat vooral uit garnalen.

## Betekenis voor de mens
De bot is zowel voor de beroepsvisserij als de hengelsport van belang. Vroeger bestond er vooral op de Waddeneilanden een kleinschalige visserij op bot ('botkloppen'). Voor de IJsselmeervisserij is de bot van ondergeschikt belang, in 2002 slechts 1% van de totale vangst.